# Ce n'est qu'un voyou
 (juin 2017).
Si vous disposez d'ouvrages ou d'articles de référence ou si vous connaissez des sites web de qualité traitant du thème abordé ici, merci de compléter l'article en donnant les références utiles à sa vérifiabilité et en les liant à la section « Notes et références ».
Albums de Emmanuelle Mottaz
Premier Baiser
(1986) Tu seras à mes pieds (Poor rotten baby)
(1989)
Singles
1. Rien que toi pour m'endormir
Sortie : Avril 1987
2. Ce n'est qu'un voyou
Sortie : Octobre 1987
3. Et si un jour
Sortie : Avril 1988

Emmanuelle est le second album studio de la chanteuse et scénariste française Emmanuelle Mottaz, sorti en 1987 chez AB Disques.

## Présentation
Les mélodies d'Emmanuelle, publié chez AB Disques, sont composées par Jean-François Porry (pseudonyme de Jean-Luc Azoulay) et Gérard Salesses.
Il contient le succès Rien que toi pour m'endormir, sorti en avril 1987, qui atteint la troisième place des ventes de singles en France et s'écoulant à plus de 300 000 exemplaires.
Quant au titre Ce n'est qu'un voyou, parfois désigné sous le titre de "Je l'aime", du fait que l'essentiel du texte chanté par Emmanuelle est « je l'aime », deux clips vidéo sont tournés, dont un qui est extrait de l'épisode Rock 'n' Croissant de la sitcom française Pas de pitié pour les croissants.
Un dernier 45 tours, Et si un jour, est extrait de l'album, mais, tout comme le single Ce n'est qu'un voyou et malgré une intensive promotion, il n'obtient pas de succès commercial.

## Liste des titres
Toutes les paroles sont écrites par Jean-François Porry, toute la musique est composée par Jean-François Porry, Gérard Salesses.
| A1. | Pas pour moi                 | 3:10 |
| A2. | Rien que toi pour m'endormir | 3:30 |
| A3. | Oh oui bébé                  | 2:38 |
| A4. | Je pense à toi               | 3:26 |
| A5. | Ce n'est qu'un voyou         | 2:55 |

| B1. | Toi et moi                  | 3:25 |
| B2. | Mon premier chagrin d'amour | 2:51 |
| B3. | Photo de vacances           | 3:40 |
| B4. | Stop                        | 3:37 |
| B5. | Et si un jour               | 3:38 |